# Andrew Kiefer

Andrew Kiefer

Andrew Robert Kiefer (* 25. Mai 1832 in Marienborn, Großherzogtum Hessen; † 1. Mai 1904 in Saint Paul, Minnesota) war ein US-amerikanischer Politiker. Zwischen 1893 und 1897 vertrat er den Bundesstaat Minnesota im US-Repräsentantenhaus.

## Werdegang
Andrew Kiefer wurde 1832 in Marienborn, das heute ein Stadtteil von Mainz ist, geboren. Zum Zeitpunkt seiner Geburt gehörte das Gebiet zum Deutschen Bund. Kiefer besuchte die öffentlichen Schulen in Mainz und wanderte im Jahr 1849 in die Vereinigten Staaten aus. Im Jahr 1855 ließ er sich in Saint Paul im Minnesota-Territorium nieder. 1857 wurde er Inspektor der dortigen Werft. Danach war er im Handel tätig. In den Jahren 1859 und 1860 war Kiefer auch Verwaltungsangestellter beim Repräsentantenhaus von Minnesota.
Zu Beginn des Bürgerkrieges war er zwischen 1861 und 1863 in der Armee der Union Hauptmann einer Infanterieeinheit aus Minnesota. Dann musste er aus gesundheitlichen Gründen den aktiven Militärdienst beenden. Stattdessen wurde er Oberst der in Minnesota verbliebenen Staatsmiliz. Politisch war Kiefer Mitglied der Republikanischen Partei. 1864 wurde er in das Staatsparlament gewählt. In den folgenden Jahren arbeitete Kiefer wieder im Handel. Außerdem engagierte er sich in der Immobilienbranche. Zwischen 1878 und 1883 war er auch Verwaltungsangestellter beim Bezirksgericht im Ramsey County. Im Jahr 1890 kandidierte er erfolglos für das Amt des Bürgermeisters von Saint Paul.
Bei den Kongresswahlen des Jahres 1892 wurde Kiefer im vierten Wahlbezirk von Minnesota in das US-Repräsentantenhaus in Washington, D.C. gewählt. Dort trat er am 4. März 1893 die Nachfolge des Demokraten James Castle an. Nach einer Wiederwahl im Jahr 1894 konnte Kiefer bis zum 3. März 1897 zwei Legislaturperioden im Kongress absolvieren. Im Jahr 1896 verzichtete er auf eine erneute Kandidatur.
1898 wurde Andrew Kiefer dann doch noch zum Bürgermeister von Saint Paul gewählt. Zum Zeitpunkt seines Todes am 1. Mai 1904 war er Kandidat seiner Partei für das Amt des städtischen Rechnungsprüfers (City Controller). Er wurde in Saint Paul beigesetzt.